# Sason (Batman)
Pour les articles homonymes, voir Sason.
Sason (ou Sassoun pour les Arméniens, en arménien : Սասուն ; en français Sasime) est un chef-lieu de district de la province de Batman en Turquie.
Sason est appelée Qabilcewz par les Kurdes. La ville a fait partie du sandjak de Siirt qui était alors dans le vilayet de Diyarbekir jusqu'en 1880. En 1892, Sason est incluse dans le vilayet de Bitlis et le sanjak de Muş jusqu'en 1927. Elle a été un des districts de la province de Siirt jusqu'à la création de la province de Batman en 1993.

## Histoire de Sassoun
Sassoun a été érigée pendant quelques années comme siège épiscopal par Saint Basile de Césarée. Grégoire de Nazianze en fut le premier évêque.
Pendant le règne des Bagratides, Sassoun et sa région sont intégrées à la principauté du Taron, vassale directe du roi d'Arménie. La plupart des royaumes arméniens tombent au début du XIe siècle, annexés par l'Empire byzantin. Mais le Sassoun conserve son indépendance, dirigé par la famille princière des Thornikians. Cette principauté réussit à conserver une indépendance relative pendant plusieurs siècles.
À la fin du XIXe siècle, les Arméniens de l'Empire ottoman sont écrasés par des impôts qu'ils ne peuvent pas payer. Plusieurs villes se révoltent, dont Sassoun. Le sultan Abdülhamid II réprime violemment ces révoltes. Cette ville connaît alors les premiers massacres d'Arméniens à grande échelle de l'Empire ottoman, les massacres hamidiens de 1894-1896. Toute la population arménienne de Sassoun est massacrée ou déportée, à l'instar de tout le reste du Haut-plateau arménien ainsi que de l'Anatolie, pendant le génocide arménien en 1915.

## Culture
La région est le théâtre de l'épopée du héros arménien légendaire David de Sassoun.